# L'argent et les votes ethniques
« L'argent, puis des votes ethniques », est un extrait polémique de la déclaration du premier ministre québécois Jacques Parizeau le 30 octobre 1995 faite lors de l’échec du camp souverainiste (auquel il appartient) pendant le référendum sur l'indépendance du Québec. Parizeau voulait, avec cette déclaration, dénoncer les dépenses illégales engagées par les forces fédéralistes du « non », et la tendance chez les communautés ethnoculturelles non-francophones au rejet massif et systématique du projet souverainiste. Ces propos sont vivement critiqués (dans le camp fédéraliste comme souverainiste). Ce commentaire tend selon certains à dévaloriser certains électeurs pour leur origine ethnique. Jacques Parizeau annonce son départ de la vie politique le lendemain du scrutin, à partir du salon rouge de l'Assemblée nationale. La polémique engendrée par ce propos de Parizeau a eu une grande importance dans la politique québécoise : selon Lucien Bouchard, sa démission du poste de premier ministre serait due avant tout à la vive polémique qu'il a suscité. Elle a aussi amené, selon certains, à l’affaiblissement de la volonté d'indépendance au Québec,.

## Contexte

### L'élection
Alors qu'un grand élan de volonté d'indépendance parcourt le Québec, le Parti québécois (qui souhaite réaliser l'indépendance du Québec) arrive au pouvoir dans cette province lors de l’élection de 1994. Jacques Parizeau devient ainsi premier ministre du Québec. Il organise alors un référendum sur la souveraineté du Québec, qui doit avoir lieu le 30 octobre 1995. Les sondages montraient que juste avant la date fatidique, les deux camps étaient à peu près à égalité.

### Le référendum
Jacques Parizeau est optimiste. Il pense que le « oui » va l'emporter,.
Lorsque les premiers résultats de certaines villes tombent, le camp souverainiste l'emporte dans ces zones. Mais peu à peu, alors que les résultats d'autres villes sont donnés, les fédéralistes rattrapent le score des indépendantistes. Les résultats provisoires de la province sont ensuite donnés, il est clair que le camp des fédéralistes est victorieux. Les résultats définitifs seront de 49,42 % pour les indépendantistes et 50,58 % pour les fédéralistes. Jacques Parizeau est alors extrêmement déçu, et même en colère. Il doit tout de même faire un discours devant ses militants sur la scène du Palais des congrès de Montréal. C'est dans ce discours que les propos polémiques seront tenus.

## Déclaration
Jacques Parizeau, au moment de faire son discours, fait beaucoup d’hésitations. Il finit par déclarer :
« Si vous voulez, on va cesser de parler des francophones du Québec, voulez-vous ? On va parler de nous, à 60 %. On a voté pour ! [...]
C’est vrai... c’est vrai qu’on a été battu, au fond par quoi ? Par l’argent... puis des votes ethniques,... essentiellement.
Alors ça veut dire que la prochaine fois, au lieu d’être 60 ou 61 % à voter OUI, on sera 63 ou 64 %, et ça suffira ! C'est tout ! »,

### Sens de la déclaration
Lorsque Parizeau parle de « nous », il veut parler des francophones, contrairement à ce qu'il laisse signifier en disant: « on va cesser de parler des francophones du Québec ». Il exclut donc de son analyse les votes venant des autres communautés linguistiques du Québec. 
En parlant de « l'argent », il critique surtout ainsi les dépenses illégales engagées par les fédéralistes, c'est-à-dire le camp du « non »,.
En parlant des « votes ethniques », il critique la tendance chez les communautés ethnoculturelles non francophones du rejet massif et systématique du projet souverainiste,.
En disant « au lieu d’être 60 ou 61 % à voter OUI, on sera 63 ou 64 %, et ça suffira ! », il renonce à convaincre les non-francophones du projet d'indépendance du Québec.

## Réactions
La déclaration fait polémique immédiatement après avoir été prononcée. Encore aujourd'hui, elle est extrêmement critiquée. Selon certains, elle a joué un rôle dans le déclin de la volonté d'indépendance chez les Québécois,.
Lise Bissonnette, la directrice du journal Le Devoir, écrit le 1er novembre 1995 qu'il s'agissait d’une « inexcusable réaction au scrutin référendaire ». « Un aussi clair discours d’exclusion, de mépris du vote de certains de ses concitoyens sur une base “ethnique”, sapait les fondements mêmes du projet qu'il a toujours voulu servir ».
Quelques heures après les propos du premier ministre, Bernard Landry (son vice premier ministre) téléphone à Jacques Parizeau et lui demande sa démission. Landry déclare, lors d'une réunion avec le premier ministre le lendemain du référendum : « C'est terrible ! Le monde entier va nous regarder et dire que c'est un nationalisme ethnique. On ne sera plus montrable ! Vous savez que l'on va traîner cela comme un boulet. Qu'avez-vous fait là ? ». Il en profite pour réclamer de nouveau, avec Guy Chevrette, la démission du premier ministre.
Jacques Parizeau reviendra plus tard sur ces propos : « Pierre Elliott Trudeau a mis des centaines de Québécois en prison et, pourtant, c'est un grand homme. Moi, je me suis échappé un soir et je suis un moins que rien. »
Certaines personnalités, comme Jacques Brassard, ont défendu la déclaration : « Moi, je n’ai jamais trouvé qu’il avait tort. Peut-être que ce n’était pas pertinent de le faire à ce moment-là. Peut-être qu’il y avait une certaine acrimonie dans son propos, mais concernant l’argent, ça m’apparaît évident, on l’a su par après. Mais je pense qu’il faut reconnaître ce fait-là, sans acrimonie et sans hostilité » « Mettez-vous à la place des Québécois anglais. Ils se considèrent comme des Canadiens anglais, alors forcément pourquoi voudriez vous qu’ils votent pour la souveraineté du Québec? »
L'ancien premier ministre indépendantiste René Lévesque, la personnalité politique préféré des Québécois pendant son mandat et depuis, avait anticipé la possibilité que des « votes ethniques » compensent ou « bloquent » la majorité indépendantiste de la majorité francophone : Un intervieweur lui demande ce qui se passerait si le camp du oui obtenait 48 % au référendum :
«J’aime quasiment mieux ne pas y penser...Ça, ce serait un peu dangereux... Parce que tout ce qui flotte autour de 45-50 % veut nécessairement dire qu’il y a une majorité francophone qui a voté oui. Moi, j’aimerais mieux que la majorité francophone (avec un certain nombre de concitoyens anglophones, parce qu’il y en a quand même qui sont avec nous, surtout chez les jeunes) emporte le oui complètement. Sinon, ce serait, disons, difficile à avaler. Ça voudrait dire qu’une majorité francophone s’est clairement exprimée pour le oui, mais qu’elle a été bloquée par une minorité. Et même si c’est les règles du jeu ... C’est pour ça qu’on va travailler d’arrache-pied pour avoir 50 % et plus ... ».

## Ethnicité du vote au référendum de 1995
Le vote au référendum québécois de 1995 est en partie décidé par la langue d'usage du votant. Ainsi, 60 % des francophones québécois ont voté pour l'indépendance, alors que 95 % des allophones et 99 % des anglophones ont voté pour le maintien du Québec dans le Canada.
Il faut aussi noter que des leaders des communautés juives, grecques et italiennes du Québec ont appelé à voter « non », la veille du scrutin dans leurs conférences de presse. Le lendemain du référendum, un leader de la communauté juive s'est réjoui en disant que les Juifs de Montréal ont sauvé le Canada.
C'est cette tendance du vote systématique chez les anglophones et allophones qu'a voulu dénoncer Jacques Parizeau dans son discours,, Cependant, la donnée ayant de l'importance dans le vote n'est pas « ethnique », mais avant tout linguistique. Il le reconnaît lorsqu'il déclare en 1997 « Je demeure convaincu que le seul critère important quant à l'orientation du vote sur la souveraineté, c'est la langue. Ce n'est pas ni la race, ni la couleur ; c'est la langue. Je connais beaucoup de souverainistes d'origine haïtienne alors que je n'en connais aucun chez les Jamaïcains. »